# George O’Day
George O’Day (Brookline, 19 mei 1923 - Dover, 26 juli 1987) was een Amerikaans zeiler.
O’Day won tijdens de Olympische Zomerspelen 1960 de gouden medaille in de 5,5 meter klasse. 

## Resultaten

### Olympische Zomerspelen
| Jaar | Plaats | Resultaten       |
| ---- | ------ | ---------------- |
| 1960 | Rome   | 5,5 meter klasse |

1952: Britton Chance / Michael Schoettle / Edgar White / Sumner White
1956: Hjalmar Karlsson / Sture Stork / Lars Thörn
1960: George O’Day / Jim Hunt / Dave Smith
1964: Bill Northam / Peter O’Donnel / James Sargeant
1968: Jörgen Sundelin / Peter Sundelin / Ulf Sundelin